# Brabanter Löwe

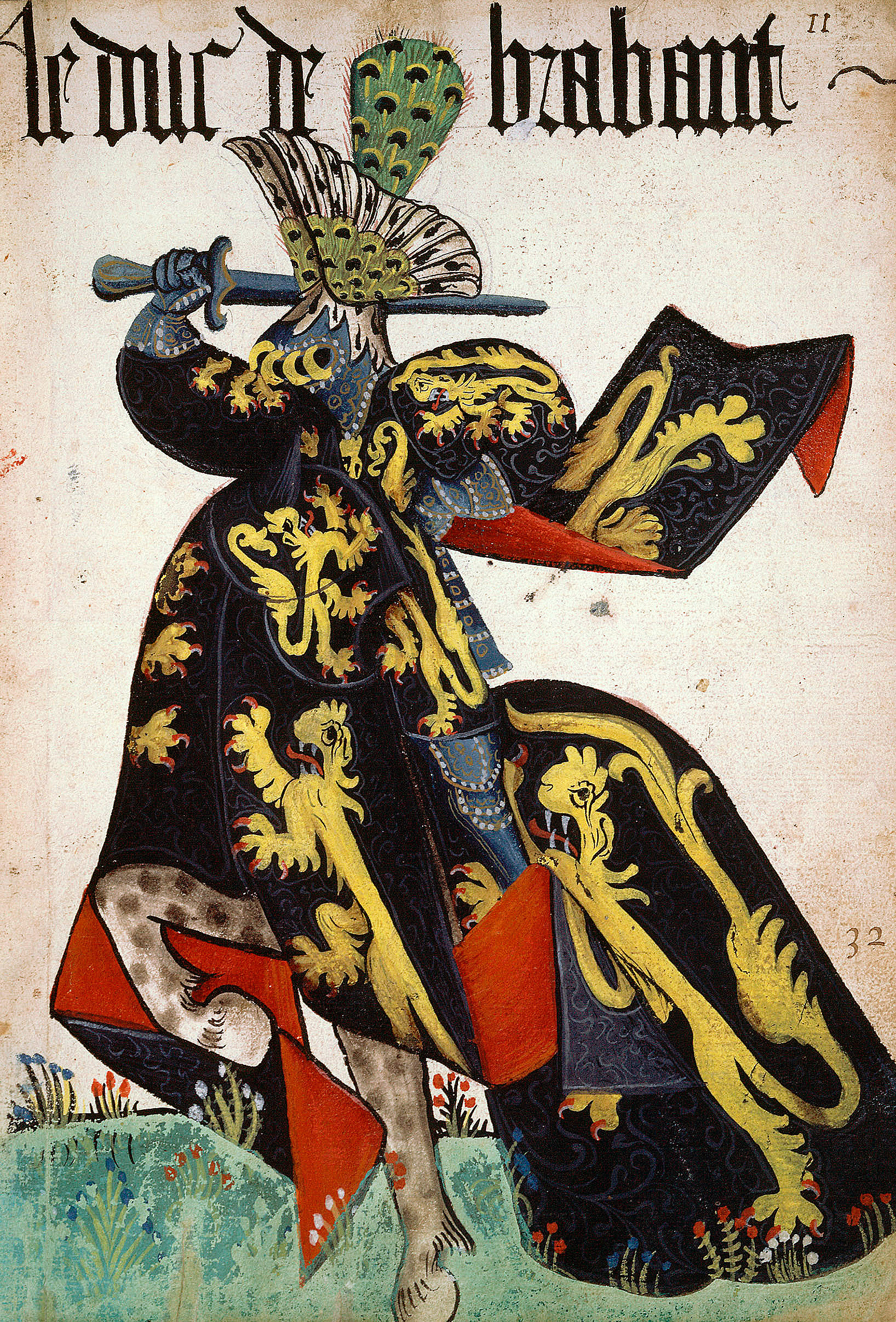
Herzog von Brabant,XVe Jahrhundert im Tournoi du Toison d'Or.

Brabanter Löwe

Der Brabanter Löwe  ist ein Wappentier und somit eine Gemeine Figur. Seinen Namen hat er durch die Verwendung im Herzogtum Brabant. 
Dargestellt wird er im schwarzen Feld als goldener rotbewehrter und rotgezungter Löwe. 
Der Graf von Löwen Lambert I. führte als Herrscher von Löwen und über das Herzogtum  Niederlothringen den Löwen wohl erstmals im Wappen.
Nachzuweisen ist er auch auf einem Kerpener Schöffensiegel von 1306. Er war das Wappentier des Herzogtums Brabant und ist das Wappentier seiner Folgeprovinzen Flämisch-Brabant und Wallonisch-Brabant. Das Stadtwappen von Kerpen zeigt auch den Limburgischen Löwen. Diese beiden Löwen symbolisieren die Vereinigung der limburgischen Linie mit der Brabanter nach der Schlacht 1288 bei Worringen.

## Besonderheit
Für die Gestaltung des belgischen Staatswappens wurde 1830 aus geschichtlichen Gründen bewusst auf das Brabanter Wappen zurückgegriffen, weil sich Brabant als erste niederländische Provinz für die staatliche Unabhängigkeit erhob und den Aufstand auf die restlichen Provinzen des späteren Belgiens ausdehnte.

## Abgrenzung
Der Flämische Löwe, auch Flandrischer Löwe genannt, zeigt das gleiche Bild farblich gespiegelt: ein schwarzer Löwe auf goldenem (gelbem) Feld, ebenfalls rotbewehrt.